# Hermann Raich
Hermann Raich SVD (ur. 2 maja 1934 w Jerzens, zm. 9 października 2009) – austriacki duchowny rzymskokatolicki, werbista, misjonarz, biskup Wabagu.

## Biografia
Hermann Raich urodził się 2 maja 1934 w Jerzens w Austrii. 29 kwietnia 1962 otrzymał święcenia prezbiteriatu i został kapłanem Zgromadzenia Słowa Bożego.
8 marca 1982 papież Jan Paweł II mianował go biskupem nowo utworzonej diecezji Wabag. 29 kwietnia 1982 przyjął sakrę biskupią z rąk arcybiskupa Mount Hagen George'a Elmera Bernardinga SVD. Współkonsekratorami byli pronuncjusz apostolski w Papui-Nowej Gwinei Francesco De Nittis oraz biskup Goroki Raymond Rodly Caesar SVD.
30 czerwca 2008 przeszedł na emeryturę. Zmarł 9 października 2009.

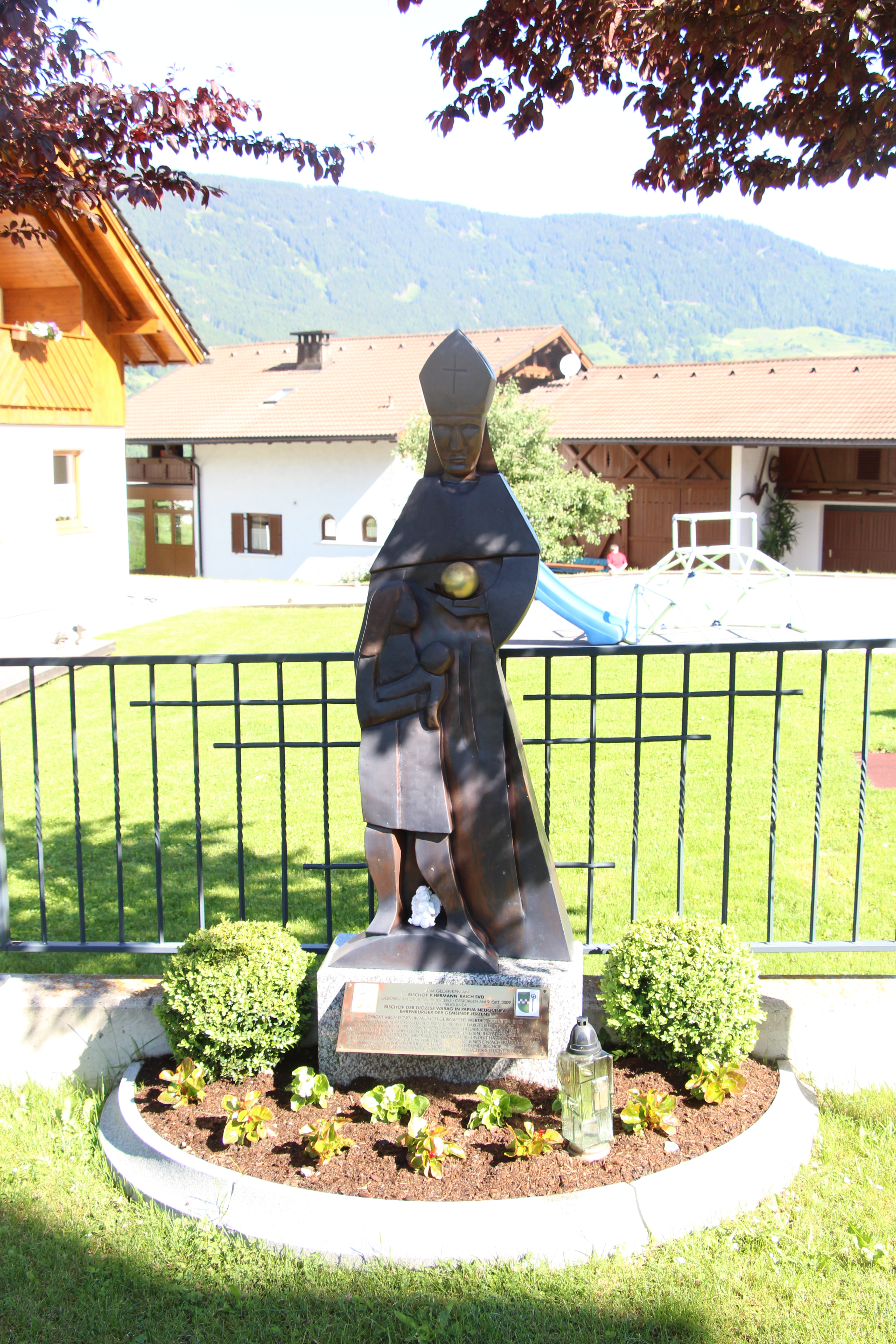
Pomnik bpa Raicha w rodzinnym Jerzens